# Гейдаров, Хидаят Минаят оглы
Хидаят Минаят оглы Гейдаров (азерб. Hidayət Minayət oğlu Heydərov; род. 27 июля 1997, Алхасава, Гёйчайский район) — азербайджанский дзюдоист, член национальной сборной Азербайджана по дзюдо, Олимпийский чемпион 2024 года, чемпион мира 2024 года, трёхкратный бронзовый призёр чемпионатов мира (2018, 2019 и 2022) и Европейских игр 2019 года, четырёхкратный чемпион Европы (2017, 2022, 2023, 2024) и победитель Игр исламской солидарности 2017 года, серебряный призёр чемпионата Европы 2018 года в весовой категории до 73 кг. Член сборной Азербайджана по дзюдо. Хидаят Гейдаров — второй олимпийский чемпион, родившийся в независимом Азербайджане.

## Карьера
Хидаят Гейдаров родился 27 июля 1997 года в селе Алхасава Гёйчайского района Азербайджана. У него есть две сестры. Когда Хидаяту было три года, семья переехала в Баку. В шесть лет отец Гейдарова записал его в секцию дзюдо в специализированной детско-молодёжной спортивной школе олимпийских резервов № 13, расположенной близ станции метро «Нефтчиляр». Первым его тренером стал Тарлан Гасанов, являющийся им и сегодня.
В 2012 году Гейдаров завоевал бронзовую медаль на юношеском чемпионате Азербайджана. В 2013 и 2014 годы становился чемпионом Европы среди юношей в весе до 60 кг и 66 кг соответственно.
В 2013 году выиграл чемпионат Азербайджана по дзюдо.
В 2014 году поступил в Азербайджанскую государственную академию физкультуры и спорта
В 2015 году в Абу Даби стал чемпионом мира среди юниоров. В 2016 году в Малаге стал чемпионом Европы среди юниоров, в Оренбурге — обладателем Кубка Европы.
В 2017 году взял бронзу на турнире Большого Шлема в Париже. В этом же году стал чемпионом Европы по дзюдо в весе до 73 кг, обыграв в финале Мусу Могушкова из России. Гейдаров стал единственным дзюдоистом, выигравшим все четыре европейских титула. Европейский союз дзюдо назвал его лучшим молодым дзюдоистом Европы.
На Играх исламской солидарности 2017 года завоевал золотую медаль в категории до 73 кг.
На дебютном для себя чемпионате мира 2017 года Гейдаров сумел дойти до полуфинала, где, уступив японцу Соити Хасимото, стал бороться за бронзу. Этот поединок с Одбаяром Ганбаатарыном из Монголии Гейдаров также проиграл и занял 5-е место.
В октябре 2017 года стал победителем чемпионата мира по дзюдо среди юниоров (U-21) в Загребе, где одолел в финале Билала Чилоглу из Турции.
В декабре 2017 года Гейдаров выступил на турнире «World Masters» в Санкт-Петербурге, где выиграл бронзовую награду, одолев в решающем поединке Одбаяра Ганбаатарына, которому несколькими месяцами ранее уступил на чемпионате мира. Это была первая медаль «World Masters» в карьере дзюдоиста.
В 2018 году завоевал серебряную медаль чемпионата Европы и бронзовую медаль домашнего для себя чемпионата мира. На Европейских играх 2019 года взял бронзовую медаль, одолев в утешительных поединках чемпиона Европы Фердинанда Карапетяна из Армении, которому проиграл на чемпионате Европы 2018 года, и олимпийского чемпиона 2012 года Лаша Шавдатуашвили из Грузии. Помимо этого Гейдарову была вручена также бронзовая медаль чемпионата Европы, поскольку именно такой статус имели соревнования по дзюдо на Европейских играх в Минске.

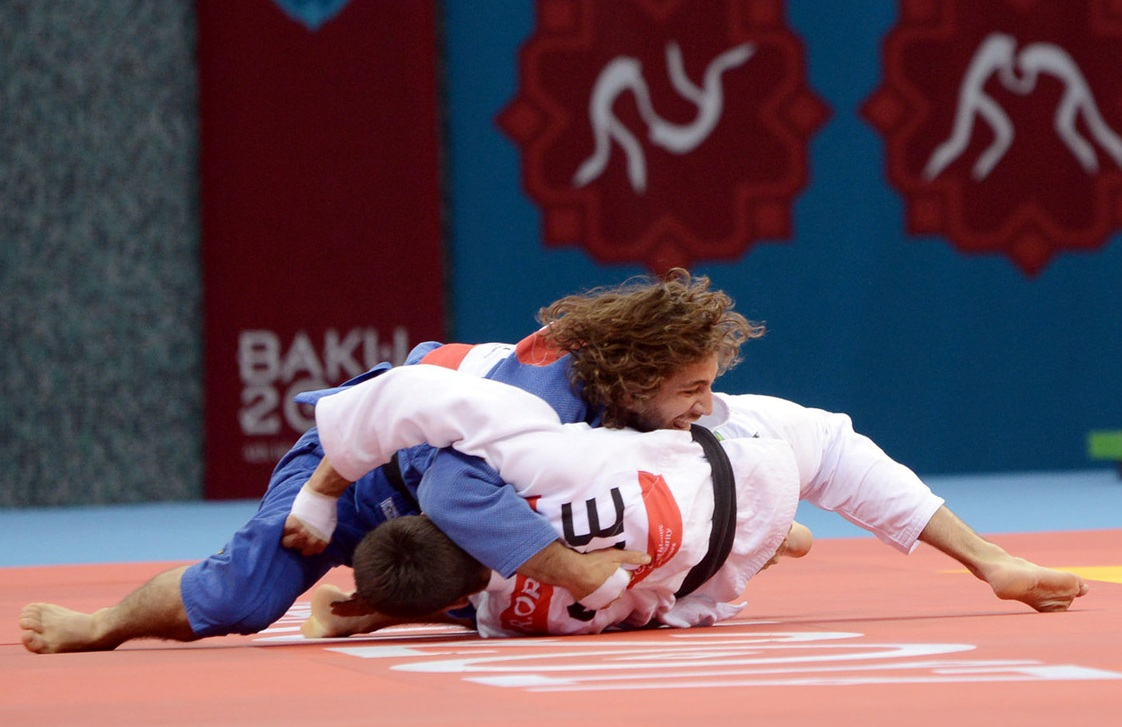
Гейдаров в финале Исламских игр солидарности 2017

На предолимпийском чемпионате мира 2019 года, который проходил в Токио, завоевал бронзовую медаль, победив в поединке за третье место соперника из Таджикистана Бехруза Ходжазода.
На открытом чемпионате Европы по дзюдо 2023 года, прошедшем в Приштине, Косово, завоевал бронзовую медаль.
На турнире Большого шлема 2024 в Баку завоевал золотую медаль.
Весной 2024 года на предолимпийском чемпионате мира, который состоялся в Объединённых Арабских Эмиратах, Хидаят завоевал золотую медаль. В финале он одолел соперника из Японии Тацуки Исихару.
В мае 2024 года выиграл золото на чемпионате мира по дзюдо (Абу-Даби, ОАЭ). В конце мая, некоторое время спустя после чемпионата мира в Абу-Даби, Международная федерация дзюдо опубликовала последний олимпийский рейтинг. Согласно этому рейтингу Гейдаров получил право выступить на Олимпийских играх в Париже в качестве лидера мирового рейтинга.
29 июля 2024 года на Олимпиаде в Париже дебютант Игр Гейдаров, одолев всех соперников, стал олимпийским чемпионом. В финале он в дополнительное время броском иппон одолел хозяина татами французского дзюдоиста Жоана-Бенджамина Габа. Золото Гейдарова стало первой золотой олимпийской медалью Азербайджана в дзюдо за последние 16 лет, а также юбилейной 50-й и 8-й золотой олимпийской медалью независимого Азербайджана. Гейдаров также стал первым азербайджанским спортсменом, который в течение одного года выиграл и чемпионат Европы, и чемпионат мира, и Олимпиаду. В целом же, он стал четвертым в истории азербайджанского спорта, кто за всю карьеру выиграл и чемпионат мира, и чемпионат Европы, и Олимпиаду после Земфиры Мефтахетдиновой, Шарифа Шарифова и Радика Исаева.
В 2024 году не потерпел ни одного поражения.
Распоряжением президента Азербайджанской Республики Ильхама Алиева от 13 августа 2024 года Хидаят Гейдаров за высокие достижения на XXXIII Летних Олимпийских играх в Париже и заслуги в развитии азербайджанского спорта был награждён орденом «Слава».
В 2025 году награждён званием «Дзюдоист года» Международной федерации дзюдо.